# Канан (Горња Гарона)
Канан (фр. Canens) насеље је и општина у јужној Француској у региону Миди Пирене, у департману Горња Гарона која припада префектури Мире.
По подацима из 2011. године у општини је живело 56 становника, а густина насељености је износила 11,57 становника/km². Општина се простире на површини од 4,84 km². Налази се на средњој надморској висини од 430 метара (максималној 361 m, а минималној 240 m).

## Демографија
| 1962. | 1968. | 1975. | 1982. | 1990. | 1999. | 2011. |
| ----- | ----- | ----- | ----- | ----- | ----- | ----- |
| 38    | 65    | 43    | 43    | 48    | 69    | 56    |

График промене броја становника у току последњих година